# ذا لودج (فلم)
ذا لودج (بالإنجليزية: The Lodge) هو فيلم رعب نفسي أُخرج بواسطة ڤيرونيكا فرانز وسيڤرين فيالا، وكتبه فرانز وفيالا بالإضافة إلى سيرجيو كاشي. واسندت أدوار البطولة فيه إلى ريلي كيو، جايدن مارتيل، ليا ماكهيو، أليسيا سيلفرستون، وريتشارد أرميتاج.

## القصة
خلال قضاء عطلتهم الشتويّة، يضطرّ الأب إلى المغادرة؛ تاركًا أبناءه الصغار برفقة خطيبته في كوخ مُنعزل، حينها تبدأ هناك أحداث غريبة ومخيفة جدًا!

## طاقم التمثيل
- ريلي كيو بدور جريس مارشال.
- لولا ريد بدور جريس مارشال الصغيرة.
- جايدن مارتيل بدور ايدن هول.
- ليا ماكيهو بدور ميا هول
- ريتشارد أرميتاج بدور ريتشارد هول.
- أليسيا سيلفرستون بدون لاورا هول.
- داني كيو بدور آرون مارشال.
- والي بدور الكلب جرادي.

## الإنتاج

### التطوير
تم كتابة السيناريو الأصلي لـ ذا لودج من قبل كاتب السيناريو الإسكتلندي سيرجيو كاشي، والذي تم بيعه إلى شركة Hammer Films. عرضت شركة هامر السيناريو على الثنائي السينمائي فيرونيكا فرانز وسيفيرين فيالا. ووافق الاثنان، على الرغم من أنه أعادوا كتابة جزء كبير من النص، بما في ذلك النهاية، التي شعر فرانز بأنها «لم تنجح».

### التصوير

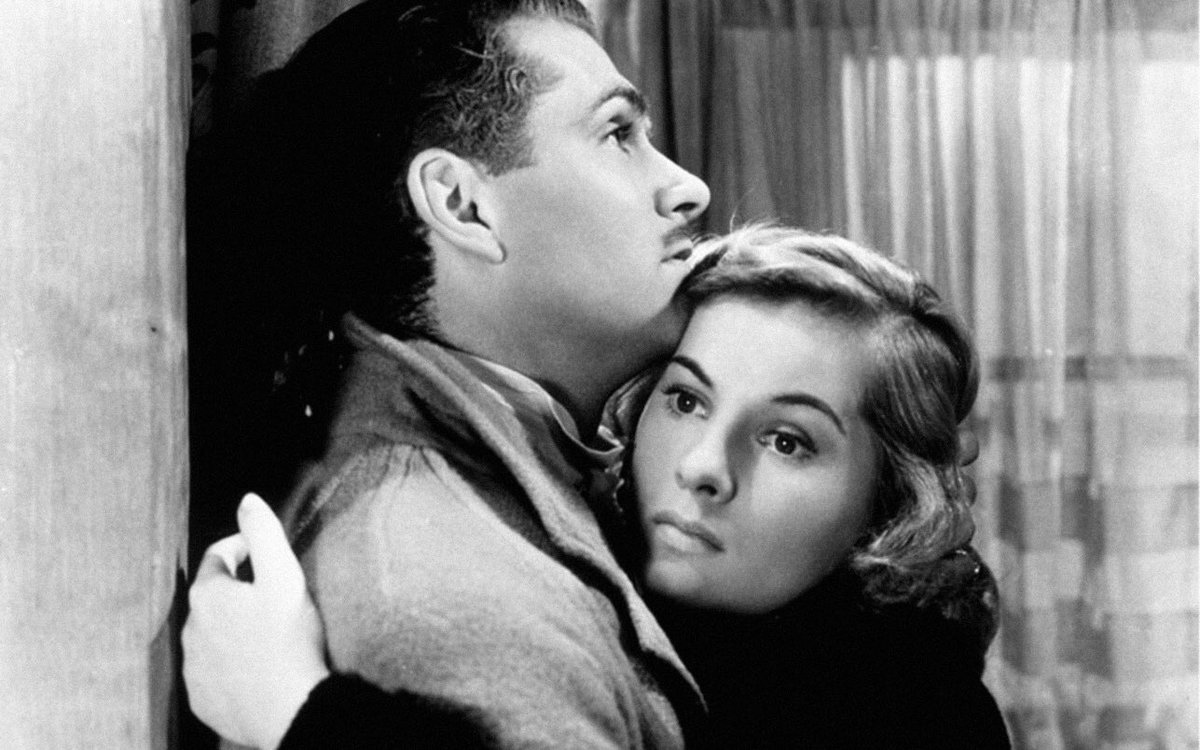
تأثر الفيلم بشكل موضوعي وبصري بفيلم ريبيكا (1940) ، يدور الفيلم حول امرأة تشتبه في أن منزلها مسكون من قبل زوجة زوجها المتوفاة.

تم تصوير فيلم ذا لودج خارج مونتريال في شتاء عام 2018. وكان النزل الموجود في الفيلم موجودًا في منتجع جولف تم إغلاقه لموسم الشتاء. تم تصوير الفيلم بترتيب زمني.
تم تصوير الفيلم من قبل المصور السينمائي ثيميوس باكاتاكيس، وهو متعاون متكرر لـ يورجوس لانثيموس. أثناء تصوير التصميمات الداخلية.

## الإصدار
عرض الفيلم لأول مرة في مهرجان سندانس السينمائي في 25 يناير 2019. بعد فترة وجيزة، حصلت شركة نيون على حقوق التوزيع للفيلم. كان من المقرر في الأصل إصدار الفيلم في الولايات المتحدة في 15 نوفمبر 2019، ولكن تم تأجيل حتى 7 فبراير 2020 وإصداره بشكل محدود في لوس أنجلوس ونيويورك. امتد عدد الصالات التي عُرض فيها الفيلم إلى 320 صالة في الولايات المتحدة في 21 فبراير 2020.

### شباك التذاكر
خلال أسبوع الافتتاح، حقق ذا لودج $76,25 دولارًا في ستة صالات في الولايات المتحدة. في 14 فبراير، الأسبوع التالي لإصداره الأولي، امتد الفيلم إلى 21 مسرح، وحقق إجماليًا في نهاية الأسبوع بلغ 158,047$ . توسع الفيلم إلى 322 مسرحًا في نهاية الأسبوع التالي. اختتمت مسيرته المسرحية في الولايات المتحدة بإجمالي 1,666,564$ ، وإجمالي دولي بقيمة 1,015,220$، ليصبح إجماليها العالمي 2,681,784$.

## وصلات خارجية
- مقالات تستعمل روابط فنية بلا صلة مع ويكي بيانات